# Eschatotypa
Eschatotypa is een geslacht van vlinders van de familie echte motten (Tineidae).

## Soorten
- E. derogatella (Walker, 1863)
- E. halosparta (Meyrick, 1919)
- E. melichrysa Meyrick, 1880